# 벳푸 아유미
벳푸 아유미(別府あゆみ, 1983년 6월 14일 ~ )는 일본의 배우이자 성우이다.
2012년 4월 1일 블로그에서 일반인 남성과의 결혼을 발표했다.

## 출연작

### 드라마
- 2005년~2006년 《마법전대 마지렌쟈》(파워레인저 매직포스) 오즈 호우카 (오즈 루시) / 마지 핑크 (매직 핑크) 역
- 2012년 《해적 전대 고 카이저》오즈 호우카 역